# Ден на признателност и почит към жертвите на комунистическия режим
Денят на признателност и почит към жертвите на комунистическия режим се отбелязва в България на 1 февруари всяка година като знак на уважение към паметта на жертвите на престъпленията на комунистическия режим в страната в периода 1944 – 1989 година.
На този ден в 1945 година така нареченият Народен съд произнася най-масовите смъртни присъди срещу народни представители, членове на правителствата и други политици, издатели на централни вестници и публицисти, както и висши военни.
Макар официално създаден с цел „съдене [на] виновниците за въвличане България в Световната война срещу Съюзените народи и за злодеянията, свързани с нея“, на практика Народният съд е използван за ликвидиране на политическия, военния и част от интелектуалния елит на Царство България, който иначе би могъл да се съпротивлява срещу превръщането на България във военно-политически сателит на Съветския съюз и срещу установяването на комунистическа диктатура в страната.
Показателна за мащаба на издадените смъртни присъди е оценката, че повече български генерали и други висши офицери са избити от Народния съд, отколкото са загинали във всички войни, водени от България след Освобождението от османска власт в 1878 г.
Общо издадените от Народния съд за периода на съществуването му смъртни присъди са 2730, но броят на жертвите след 1944 година е значително по-голям. Само убитите българи, много от тях без съд и присъда, възлизат по най-консервативни оценки на над 6000 души, но с отчитане на водещите се безследно изчезнали числото на убитите реално може да надхвърля 26 хиляди.
Според доклад на Държавна сигурност, само за деветте месеца от септември 1944 година до май 1945 година броят единствено на изселените е 28 131 души. Над 6000 са осъдените на лишаване от свобода, от които над 4000 получават над 20-годишни присъди.
Броят на изпратените в така наречените „трудови лагери“ – определяни като на практика концeнтрационни лагери и сравнявани със съветския ГУЛАГ – по официални данни е около 30 хиляди души. По оценки на изследователи обаче реалната бройка вероятно е много по-голяма, тъй като до 1951 година – периодът на най-активно използване на лагерите – не са водени отчети. Според някои данни броят на преминалите през лагерите и така наречените „трудови групи“ само за първите девет месеца след Деветосептемврийския преврат, до май 1945 година, възлиза на над 180 хиляди души.
Тези бройки не включват всички останали репресирани, в което число често влизат и децата и другите близки на обявените за „народни врагове“. Общият брой на пострадалите от престъпленията на комунистическия режим в България до 1989 година вероятно възлиза на стотици хиляди.
Денят е отбелязан за първи път през 2011 година, като предложението за учредяването му – по инициатива на президентите Желю Желев и Петър Стоянов – датира от 90-те години на ХХ век. Обичайно в този ден се поднасят венци и цветя на паметници, свързани с комунистическите репресии, както и се отслужват религиозни служби.